# Wachters van de nacht

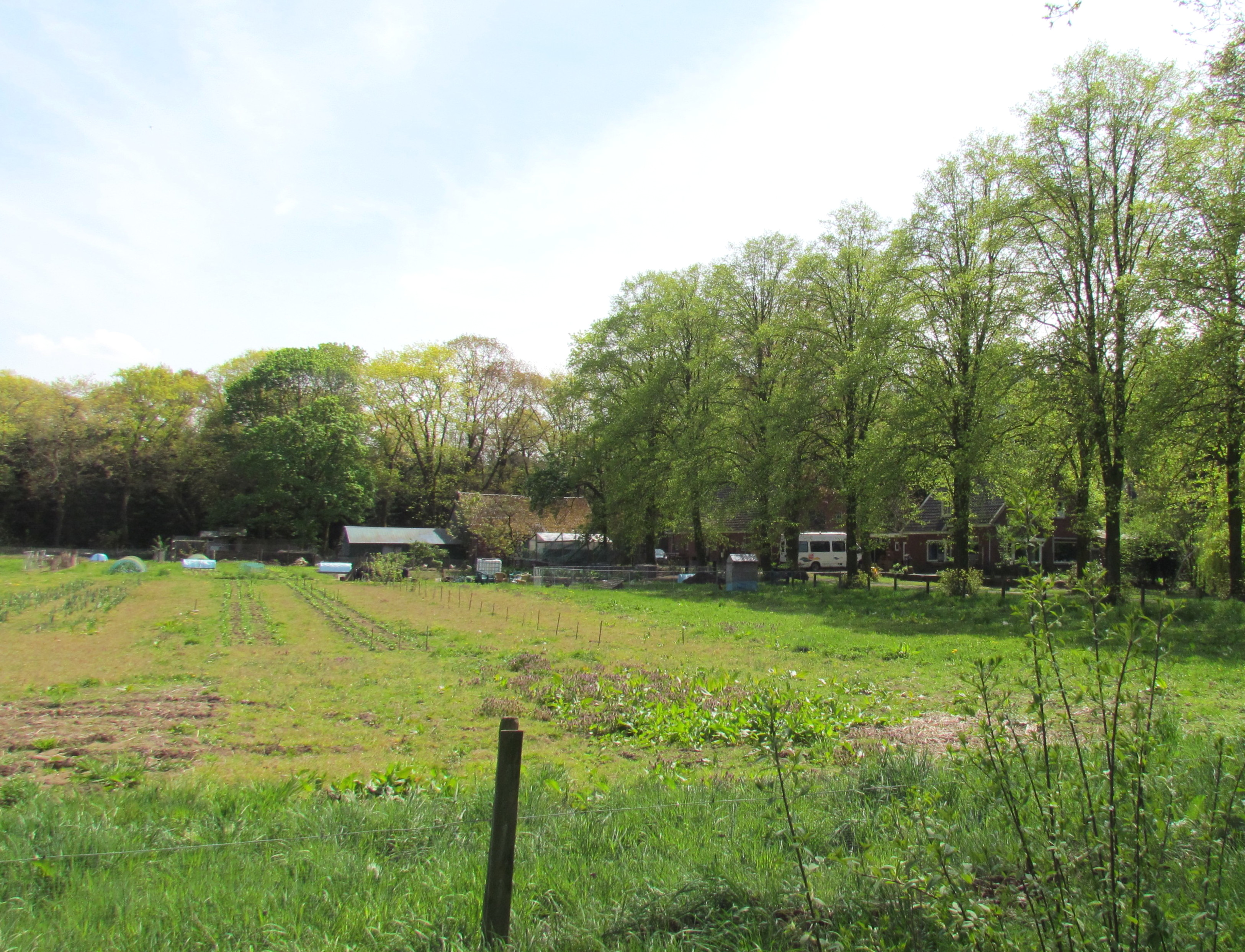
Boerderij van de 'Wachters van de nacht' (2015)

Watchmen of the Night Ministries (Wachters van de nacht) is een christelijke groepering die zich bezighoudt met eschatologische onderwerpen.
De groep is in het jaar 1982 opgericht door het echtpaar Robert en Prue Seales en ontleent zijn naam aan enkele passages uit de Bijbel, zoals Jesaja 21:11. In 1997 voegde de Nederlandse Karin Houwers zich bij de groep en sindsdien ontplooiden Wachters van de nacht verschillende activiteiten, zoals "Jeruzalem-wandeltochten" in Jeruzalem. Ook bezochten zij kerken om spreekbeurten te houden en kregen ze een aantal volgelingen erbij.
Vanaf februari 2010 is Watchmen of the Night Ministries onderdeel van een christelijke gemeenschap die zichzelf "Mount Zion Christian Community and Fellowship" noemt en die huist op een boerderij bij het Nederlandse dorp Aalten. Deze woongemeenschap kan slachtoffers van een mogelijke watersnoodramp opvangen. De bewoners geloven dat Nederland in de eindtijd zal worden getroffen door een tsunami, die ontstaat als gevolg van een vulkaanuitbarsting op IJsland. De plek waar zij hun gemeenschap hebben zal, naast enkele andere hoger gelegen plekken in Nederland, in hun visie echter gespaard blijven. De bevestiging van hun profetie zien ze in de vorm van de aswolk die ontstond na de vulkaanuitbarsting van de Eyjafjallajökull in 2010 en die volgens de groep een vorm had van een sikkel en een zeis. Met het oog op de door Karin Houwers geprofeteerde ramp leven ze volledig zelfvoorzienend. Ze verbouwen eigen voedsel voor het geval de winkelvoorraden tijdens een ramp niet voldoende zijn.
Op 29 maart 2011 kwam de woongemeenschap in Nederland in de belangstelling te staan dankzij een uitzending van Uitgesproken EO, waarin zowel hun woonplek als hun profetie werd belicht. Deze profetie zou Karin Houwers in 2006 hebben 'ontvangen' en pas in juni 2010 wereldkundig hebben gemaakt. De groep heeft meermalen nadrukkelijk gesteld geen datum te hebben ontvangen voor de tsunami.
'Wachters van de nacht' beweert geen sekte te zijn. Daarentegen zien zij de Rooms-Katholieke Kerk als de 'grootste christelijke sekte in de wereld' en zijn zij afkerig van oecumene. In een blog rondom de tsunami-profetie, "Holland Tsunami", stond dat er "geen bedrijf, organisatie, religieuze groepering of godsdienstige gemeente" achter zit.
Socioloog en godsdienstwetenschapper Lammert Jansma deed vijf jaar lang onderzoek naar de gemeenschap in Aalten, die hij meermalen bezocht, en bracht in 2016 het boek Wachters van de Nacht uit.